# Equilibrio di mutazione-selezione
L'equilibrio di mutazione-selezione è un risultato classico della Genetica delle popolazioni derivato per la prima volta negli anni venti da John Burdon Sanderson Haldane e R.A. Fisher.
Una variante genetica deleteria non necessariamente scomparirà subito da una popolazione. La sua frequenza, quando appare la prima volta in una popolazione di N individui, sarà {\displaystyle {\frac {1}{N}}} (o {\displaystyle {\frac {1}{2N}}} in una popolazione diploide), e questa frequenza potrebbe deviare verso l'alto o verso il basso per un po' prima di ritornare a zero. Se la popolazione è abbastanza grande, o se la percentuale di mutazione u è abbastanza alta, ovvero se {\displaystyle {\acute {u}}*N} ha un valore abbastanza alto, allora si devono considerare ulteriori mutazioni. In una ipotetica popolazione infinita, la frequenza non raggiungerà mai lo zero. Invece, raggiungerà un valore di equilibrio che riflette l'equilibrio tra la mutazione (che porta la frequenza verso l'alto) e la selezione (che lo porta verso il basso), donde il nome equilibrio di mutazione-selezione.
Se s è il coefficiente di selezione dannoso (l'abbassamento della relativa fitness), allora la frequenza f di equilibrio di un allele nell'equilibrio di mutazione-selezione è approssimativamente {\displaystyle f={\frac {\acute {u}}{s}}} negli aploidi, o nei diploidi in caso di allele dominante. Per un allele recessivo in una popolazione diploide, {\displaystyle f=({\frac {\acute {u}}{s}})^{\frac {1}{2}}}. Un'utile approssimazione per gli alleli di dominanza incompleta è che f ~ {\displaystyle {\frac {\acute {u}}{sh}}}, dove h è il coefficiente di dominanza. Queste formule sono tutte approssimate in quanto ignorano la retro-mutazione, che è tipicamente un effetto banale.
L'equilibrio di mutazione-selezione ha la funzione pratica di permettere stime di ritmi di mutazione dai dati su alleli dannosi. Per i genetisti della popolazione, fornisce un modello semplice per riflettere su come la variazione persista nelle popolazioni naturali.